# 979. grenadirski polk (Wehrmacht)
979. grenadirski polk (izvirno nemško 979. Grenadier-Regiment; kratica 979. GR) je bil pehotni polk Heera v času druge svetovne vojne.

## Zgodovina
Polk je bil ustanovljen 17. novembra 1943 na Nizozemskem in dodeljen 271. pehotni diviziji; polk je bil uničen avgusta 1944 med bitko za Normandijo.
Ponovno je bil ustanovljen 17. septembra 1944 s preoblikovanjem 1188. grenadirskega polka.